# Labium subpilosulum
Labium subpilosulum är en stekelart som beskrevs av Turner och James Waterston 1920. Labium subpilosulum ingår i släktet Labium och familjen brokparasitsteklar. Inga underarter finns listade i Catalogue of Life.